# Obchodní akademie Uherské Hradiště
Obchodní akademie Uherské Hradiště (plným oficiálním názvem Obchodní akademie, Vyšší odborná škola a Jazyková škola s právem státní jazykové zkoušky) je nejstarší ekonomickou školou v regionu Jihovýchodní Moravy. Sídlí v Uherském Hradišti. Škola vznikla v roce 1902.
Současným ředitelem je Mgr. Marek Machalík. Na škole v současnosti učí 45 interních a 14 externích vyučujících .

## Studium
Na škole mohou studenti studovat na několika úrovních. Nejstarším typem studiem je střední škola, kde studenti studují v oborech Obchodní akademie (2 třídy v ročníku), Ekonomické lyceum (1 třída v ročníku, od roku 2000) a Informatika v ekonomice (1 třída v ročníku, od roku 2005, od roku 2010 je obor přejmenován na Informační technologie). Celkem na škole studuje přibližně 480 studentů ve všech oborech středoškolského studia.
Od roku 1996 je součástí školy také Vyšší odborná škola, kde studenti studují obor Prokurista. Od školního roku 2009/2010 je tento obor nahrazen novým oborem Ekonomicko-právní činnosti. Studium je denní, trvá tři roky a studuje zde zhruba 150 studentů.
Od roku 2000 je další součástí školy Jazyková škola, která nabízí různé jazykové kurzy.
V roce 2006 byla zahájena spolupráce mezi Obchodní akademií a Ekonomickou fakultou Vysoké školy báňské - Technické univerzity Ostrava a bylo zřízeno v prostorách bývalých hradišťských kasáren detašované pracoviště této univerzity. Studenti mohou v Uherském Hradišti studovat obor bakalářského studia Ekonomika cestovního ruchu. Celkem v Uherském Hradišti studuje asi 300 studentů této formy studia.
Od roku 2009 si mohou absolventi Vyšší odborné školy doplnit vzdělání a získat titul bakalář v třísemestrálním dálkovém studiu, které probíhá ve spolupráci s Vysokou školou Karla Engliše. V této formě studia studuje asi 50 studentů.

## Další aktivity
Škola funguje jako testovací středisko pro ECDL testy ("řidičák na počítač"), jehož úspěšný absolvent získá mezinárodně uznávaný certifikát.
Škola organizuje také každoroční ples (Video z předtančení), množství sportovních (lyžařský, vodácký, letní) a jiných kurzů (včetně zahraničních) pro studenty. Při škole existuje studentský divadelní soubor s názvem ŠOK.
Obchodní akademie dlouhodobě spolupracuje se školou v německém městě Rheine a dánském Aalborgu. Studenti školy pravidelně jezdí na výměnný pobyt do těchto škol a naopak studenti z těchto škol jezdí do Uherského Hradiště.
Ve spolupráci s Univerzitou Palackého mohou na škole senioři studovat v rámci tzv. Univerzity třetího věku.

## Dějiny
Škola na začátku tohoto tisíciletí oslavila 100 let svého trvání. Původně sídlila v budově bývalé jezuitské koleje, dnešní Reduty. Do současných prostor se přesunula po vzniku Československa, kdy byla zrušena německá škola, která zde původně sídlila. V 90. letech 20. století prošla škola významnou rekonstrukcí a rozšířením.
Za celou dobu existence jí prošly tisíce studentů, mezi nejznámější absolventy patří podnikatel Tomáš Baťa mladší, hudebník Jiří Pavlica nebo fotbalista Michal Kadlec. Mezi lety 1927 a 1939 byl jejím ředitelem bývalý legionář, prozaik, básník a protinacistický odbojář PhDr. Václav Najbrt.